# Hunold von Ahlefeld

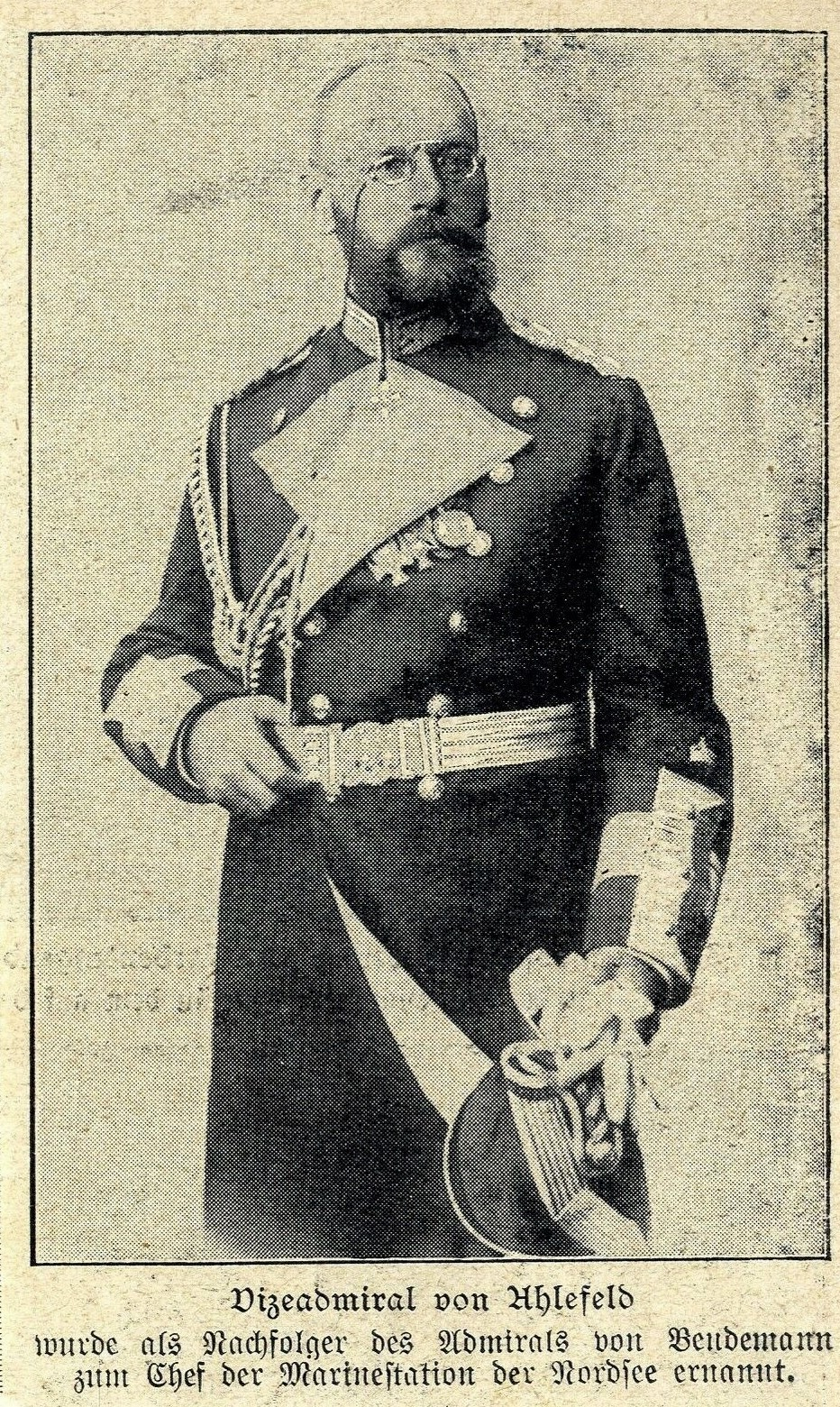
Vizeadmiral Hunold von Ahlefeld (um 1907)

Hunold Friedrich Johannes von Ahlefeld (* 5. März 1851 in Kiel; † 5. September 1919 in Gremsmühlen) war ein deutscher Vizeadmiral der Kaiserlichen Marine sowie Wirtschaftsmanager, der maßgeblich zur Hochrüstung der Kaiserlichen Marine sowie dem daraus resultierenden deutsch-britischen Flottenwettrüsten aufgrund der Flottengesetze beitrug.

## Familie
Hunold wurde als dänischer Staatsbürger geboren. Seine Eltern waren Wilhelm Wilhelm von Ahlefeldt (1818–1897) und Albertine Ackermann (1821–1896).
Am 5. Oktober 1885 heiratete er in Berlin Margarethe Mießner (* 28. Mai 1863 Berlin; † 30. Oktober 1913 Bremen). Das Paar hatte folgende Kinder:
- Wilhelm (1887–1943)

⚭ 1913 Anna Heineken (1894–1959), gesch. 1933
⚭ 1933 Hilde Jenisch (* 1893)
- Hunold (* 1889) ⚭ 1920 Martha Prinzhorn (* 1899)
- Günther (1892–1957) ⚭ 1917 Ida Wilkens (* 1895)
- Detlev (* 1895) ⚭ 1927 Margareta Roeseler (* 1900)
- Maria (1900–1945) ⚭ 1922 Georg Schünemann (* 1896)

## Leben
Er trat 1867 in die preußische Marine ein und später in die Marine des Norddeutschen Bundes. Er war zwischen 1874 und 1876 unter dem Kommando von Kapitän zur See Georg von Schleinitz Teilnehmer an der Forschungsfahrt der Gazelle, die in erster Linie der Erforschung der Bodenprofile des Südatlantik und der großen Meeresströmungen am Äquator und bei Neuguinea diente. Im Oktober 1880 wurde er Mitarbeiter von Kapitänleutnant Alfred von Tirpitz bei der Entwicklung von Torpedowaffen und war für diesen bis Herbst 1891 tätig. Im Anschluss daran wurde er am 21. September 1891 als Korvettenkapitän Kommandant der Panzerkorvette Bayern und behielt dieses Kommando nach seiner Beförderung zum Kapitän zur See bis zum 24. September 1893.
1897 wurde von Ahlefeld Oberwerftdirektor der Kaiserlichen Werft Kiel (KWK), ehe er im November 1901 Konteradmiral und Nachfolger von Konteradmiral Hermann Kirchhoff als Zweiter Admiral des Ostasiengeschwaders mit dem Flaggschiff Hansa wurde. Im August 1902 wurde er Leiter des Technischen Departements, ab 1905 Werftdepartement, in dem von Staatssekretär von Tirpitz geleiteten Reichsmarineamt. Im Mai 1907 erfolgte seine Beförderung zum Vizeadmiral sowie Ernennung zum Chef der Marinestation der Nordsee in Wilhelmshaven. Allerdings wurde er bereits im November 1907 wegen einer abgelehnten Duellforderung von dieser Aufgabe entbunden und in den Ruhestand versetzt.
Anschließend wechselte er in die Privatwirtschaft und wurde Berater bei dem Morsetelegrafieunternehmen C. Lorenz, ehe er am 1. Februar 1908 Vorstandsvorsitzender der Schiffswerft AG Weser in Gröpelingen wurde. Während seiner bis zum 31. Dezember 1917 dauernden dortigen Tätigkeit entwickelte sich das Unternehmen zu einer Großwerft.

## Veröffentlichungen
- Die Beteiligung der Privatwerften an der Entwickelung des Flottenmaterials Deutschlands, Mitautor Hugo Herold, 1913